# 710-та піхотна дивізія (Третій Рейх)
710-та піхотна дивізія (Третій Рейх) (нім. 710. Infanterie-Division) — піхотна дивізія Вермахту, що входила до складу німецьких сухопутних військ у роки Другої світової війни. Сформована 1941 році, протягом 1941—1944 років виконувала окупаційні функції на захоплених територіях у південній Норвегії. Наприкінці 1944 року дивізія переведена на Італійський фронт. На початку квітня 1945 року прибула на посилення групи армій «Південь» на Східний фронт в Угорщину. Бої на півдні Угорщини, відступ до Австрії, де у травні 1945 року розгромлена та капітулювала американцям.

## Історія
710-та піхотна дивізія сформована 2 травня 1941 року в X військовому окрузі в місті Гамбург під час 15-ї хвилі мобілізації вермахту. Звідсіля на початку червня передислоковане до південної Норвегії, де виконувало окупаційні та безпекові функції на захоплених територіях в районі Осло, Крістіансанн, Листа, Рисьор. Але вже за кілька тижнів дивізія прибула в регіон Тенсберг, Ейдсволл, Есгейм, Гамар, Ліллегаммер, Фредрікстад, замінивши 163-тю піхотну дивізію, що передислоковувалася на північний схід для підготовки до вторгнення до СРСР. У середині грудня 1944 року дивізія перевели на Італійський фронт, де включили до складу армійської групи «Лігурія». Згодом дивізія була розміщена в Оперативній зоні Адріатичного узбережжя в районі між Пальмановою та Удіне. На початку квітня 1945 року вона була переведена на Східний фронт в Угорщину для посилення групи армій «Південь», що намагалася протистояти радянському наступу на південному фасі фронту. Бої на півдні Угорщини, відступ до Австрії, бойові дії в районі Санкт-Пельтен, Штайр. У травні 1945 року розгромлена та капітулювала американцям поблизу Ашбах-Маркт, Візельбург, Штайнкірхен.

## Райони бойових дій
- Німеччина (травень — червень 1941);
- Норвегія (червень 1941 — грудень 1944);
- Італія(грудень 1944 — січень 1945);
- Австрія (січень — травень 1945).

## Командування

### Командири
- генерал-майор, з 1 листопада 1942 — генерал-лейтенант Теодор Печ (нім. Theodor Petsch) (2 травня 1941 — 1 листопада 1944);
- генерал-лейтенант Рудольф-Едуард Ліхт (нім. Rudolf-Eduard Licht) (1 листопада 1944 — 15 квітня 1945);
- генерал-майор Вальтер Горн (нім. Walter Gorn) (15 квітня — 8 травня 1945).

### Підпорядкованість
| Час      | Корпус                      | Армія            | Група армій (округ)   | Штаб            |
| -------- | --------------------------- | ---------------- | --------------------- | --------------- |
| 1941     |                             |                  |                       |                 |
| червень  | резерв                      | Армія «Норвегія» | —                     | Норвегія        |
| серпень  | LXX КОН                     | Армія «Норвегія» | —                     | Норвегія        |
| 1942     |                             |                  |                       |                 |
| січень   | LXX КОН                     | Армія «Норвегія» | —                     | Норвегія        |
| 1943     |                             |                  |                       |                 |
| 1 січня  | LXX КОН                     | Армія «Норвегія» | —                     | Норвегія        |
| 25 січня | LXX ак                      | Армія «Норвегія» | —                     | Норвегія        |
| 1944     |                             |                  |                       |                 |
| 1 січня  | LXX ак                      | Армія «Норвегія» | —                     | Норвегія        |
| грудень  | Армійська група фон Цангена | —                | Група армій «C»       | Північна Італія |
| 1945     |                             |                  |                       |                 |
| січень   | LXXIII ак                   | 10-та армія      | Група армій «C»       | Удіне           |
| березень | LXXXXVII ак                 | 10-та армія      | Група армій «C»       | Удіне           |
| квітень  |                             | 6 ТА             | Група армій «Південь» | Санкт-Пельтен   |
| травень  |                             | 6 ТА             | Група армій «Австрія» | Штайр           |

### Склад
| 1941                            | 1943                            | 1945                         |
| ------------------------------- | ------------------------------- | ---------------------------- |
| 730-й піхотний полк             | 730-й гренадерський полк        | 730-й гренадерський полк     |
| 740-й піхотний полк             | 740-й гренадерський полк        | 740-й гренадерський полк     |
| 650-й артилерійський дивізіон   | I./650-го артилерійського полку | 650-й артилерійський полк    |
| 710-та протитанкова батарея     | 710-та протитанкова батарея     | 710-й протитанковий дивізіон |
| 710-га інженерна рота           | 710-й інженерний батальйон      | 710-й інженерний батальйон   |
| —                               | —                               | 710-й запасний батальйон     |
| 710-та дивізійна рота зв'язку   | 710-та дивізійна рота зв'язку   | 710-й батальйон зв'язку      |
| Допоміжні частини 710-ї дивізії |                                 |                              |